# 9505 Lohengrin
A 9505 Lohengrin (ideiglenes jelöléssel 4131 T-2) a Naprendszer kisbolygóövében található aszteroida. Cornelis Johannes van Houten, Ingrid van Houten-Groeneveld és Tom Gehrels fedezte fel 1973. szeptember 29-én.